# Christina Onassis
Christina Onassis (1950-1988) est une héritière grecque, fille d'Aristote Onassis.

## Biographie
Elle est née le 11 décembre 1950 à Manhattan. Elle est la fille d'Aristote Onassis et de sa première femme Athina Livanos. Elle a un frère Alexandre Onassis. Elle a étudié au Headington School à Oxford et au Queen's College à Londres de 1968 à 1969. Ses parents divorcent en 1960. Son frère meurt en 1973 dans un accident d'avion, sa mère en 1974 d'une overdose et son père en 1975.
En 1975, elle hérite d'une partie de la fortune de son père, selon un testament rédigé par celui-ci en janvier 1974. Selon ces dispositions testamentaires, il lui lègue la moitié de sa fortune. L'autre moitié permet de créer une fondation, la fondation Alexandre Onassis, en souvenir de son frère mort en 1973. La seconde et dernière épouse de son père, Jacqueline Kennedy-Onassis, avec qui il ne vivait plus, ne reçoit « que » le minimum légal (ou prévu dans le contrat de mariage), soit une rente annuelle de 150 000 dollars et 25 % de la société qui gère l'île de Skorpios et le yacht. Jacqueline Kennedy Onassis conteste la validité du testament. Après une longue négociation de deux années, les deux femmes concluent un accord qui cède 26 millions de dollars de cet héritage à Jacqueline Kennedy Onassis, celle-ci renonçant  à ses droits sur le yacht et sur la propriété insulaire de la famille.
Elle se marie à quatre reprises, avec Joseph Bolker, un agent immobilier de Los Angeles, en 1971, avec Alexandre Andreadis, autre richissime héritier grec, en 1975, avec Sergei Kauzov, un citoyen soviétique, en 1978,, puis avec Thierry Roussel, le fils de Henry Julien Gaston Roussel, président du  laboratoire pharmaceutique Roussel Uclaf, en 1984. Elle a une fille, Athina Onassis, née en 1985 de son mariage avec Thierry Roussel,.
Devenue obèse, elle meurt le 19 novembre 1988, à proximité de Buenos Aires, d'une crise cardiaque à l'âge de 37 ans. Son corps est trouvé par sa fidèle femme de chambre, Elena, dans la baignoire de sa chambre d'hôtel (Elena est aussi l'ancienne femme de chambre de la cantatrice Maria Callas, dite « La Callas », qui fut la dernière amante de son père). Elle est enterrée dans l'île de Skorpios.